# Theo Memmel
Albin Theo Memmel (* 24. Dezember 1891 in Schweinfurt; † 10. September 1973 in Würzburg) war ein deutscher Gymnasiallehrer, NSDAP-Kreisleiter sowie von 1933 bis 1945 Oberbürgermeister von Würzburg.

## Leben und Wirken
Nach dem Besuch der Volksschule und des Humanistischen Gymnasiums in Schweinfurt absolvierte Theo Memmel dort 1911 sein Abitur und studierte daran anschließend an der Universität Würzburg als Lehramtsanwärter Alte Sprachen, Geschichte und Deutsch. 1912 wurde er Mitglied der schlagenden Studentenverbindung Adelphia zu Würzburg (seit 1933 Burschenschaft Adelphia Würzburg). Am 8. August 1914 meldete er sich als Freiwilliger für das 2. königlich-bayerische Feldartillerie-Regiment Würzburg, wurde im November 1915 Unteroffizier und am 8. Mai 1917 Offizier mit dem Rang eines Leutnants der Reserve. 1917 wurde er mit dem Bayerischen Militärverdienstorden IV. Klasse mit Schwertern ausgezeichnet. Im April 1919 nahm er an Straßenkämpfen während der Würzburger Räterepublik teil. Im Oktober 1919 setzte er sein Studium in Würzburg fort, wo er 1920 das Erste und im April 1921 das Zweite Staatsexamen als Lehrer ablegte. Danach war er als Lehrer an verschiedenen Schulen in Ulm tätig, bis er im Mai 1922 als hauptamtlicher Lehrer an die Sophienschule in Würzburg wechselte, die in sechs Jahrgangsstufen junge Mädchen zur Reifeprüfung eines Realgymnasiums führen sollte. Er wurde dort 1926 in den Staatsdienst aufgenommen. Als Gymnasiallehrer war er am Humanistischen Gymnasium Weiden tätig und im September 1930 ging er als Studienrat an das Realgymnasium für Knaben nach Würzburg, wo er die historisch-philologischen Fächer unterrichtete. Zum 1. Januar 1931 trat er in die NSDAP ein (Mitgliedsnummer 414.175) und im darauffolgenden September wurde er Ortsgruppenleiter in Würzburg-Stadt, 1932 stellvertretender Kreisleiter. Am 1. Januar 1933 wurde er als Nachfolger von Hermann Griebl durch Gauleiter Hellmuth zum Kreisleiter ernannt und blieb dies bis zu seiner Absetzung durch Hellmuth im Mai 1935. Zudem war Memmel Fraktionsführer der NSDAP im Unterfränkischen Kreistag, im April 1933 Kreistagspräsident und 1933 bis 1934 auch Gauinspektor gewesen. Seine Nachfolger als Kreisleiter wurden Karl Clement, Franz Xaver Knaup und 1944 Heinz Wahl.
Nachdem die Würzburger Studentenverbindungen im Nationalsozialismus ihren aktiven Betrieb einstellen und stattdessen Kameradschaften bilden mussten, wurde Memmel Altherrenschaftsführer der 1937 aufgestellten Kameradschaft Rudolf Berthold. Die Altherrenschaft der Kameradschaft setzte sich aus der vormaligen Burschenschaft Adelphia, der Memmel angehörte, sowie der ATV Alsatia, der Sängerschaft Saxo-Thuringia und der Turnerschaft Alemannia zusammen.

## Oberbürgermeister in Würzburg
Nach dem erzwungenen Rücktritt von Oberbürgermeister Hans Löffler am 23. März 1933 wurde der Studienrat und Kreisleiter der NSDAP Memmel am 24. März zum kommissarischen Ersten Bürgermeister ernannt und am 27. April zum Oberbürgermeister gewählt. Mit Wirkung vom 1. Mai 1933 wurde sein Vorgänger in den offiziellen Ruhestand versetzt. Erste Amtshandlungen von Theo Memmels als Oberbürgermeister waren die Schaffung eines Kulturreferats und die Förderung von Sanierungs- und Baumaßnahmen (allen voran der im Februar 1934 begonnene und im Dezember 1937 fertiggestellte Neue Hafen) sowie der Denkmalpflege und (ab August 1933) die vermehrte Umbenennung Würzburger Straßennamen im nationalsozialistischen Sinne. In seinen Baumaßnahmen, wozu neben dem sozialen Wohnungsbau beispielsweise auch die Sanierung der Festung Marienberg gehörte, wurde Memmel von Ministerpräsident Ludwig Siebert unterstützt.
Am 20. Juni 1933 informierte Memmel den Stadtrat von einem Ministerialerlass, wonach die sozialdemokratischen Gemeinderäte von den Sitzen fernzuhalten seien, da die sozialdemokratische Reichsleitung ihren Sitz nach Prag verlegt habe. Die fünf sozialdemokratischen Stadträte wurden wie die bald ebenfalls zum Rücktritt gezwungenen neun Stadträte der Bayerischen Volkspartei durch Nationalsozialisten ersetzt. Neue Geschäftsordnungen für den Stadtrat erließ Memmel am 1. Oktober 1934 und am 1. Mai 1935. Seine Doppelfunktion als Oberbürgermeister und NSDAP-Kreisleiter wurde im Mai 1935 beendet und neuer Kreisleiter wurde bis 1936 Karl Clement.
Auf Memmels Initiative hin entstand in Würzburg eine Hochschule für Lehrerbildung, deren Vorlesungen in einem am 3. November 1936 eröffneten Neubau in der Luxburgstraße stattfanden und deren Studenten im ehemaligen Lehrerseminar am Wittelsbacherplatz untergebracht wurden. Zudem wurde 1938 eine neue, nach Rudolf Berthold benannte Volkshochschule (als „Übungsschule“ für die Lehramtsstudenten) in Betrieb genommen.
Der der 1842 von dem Sänger Garvens gegründeten Würzburger Liedertafel und dem „deutschen Liedgut“ verbundene Memmel wurde 1943 zum Bundesführer des Deutschen Sängerbundes ernannt. Memmel sammelte Kunstwerke und erwarb u. a. regelmäßig Arbeiten auf den Großen Deutschen Kunstausstellungen in München.
Nach Ablauf seiner Amtszeit am 30. April 1943 wurde Memmel durch Satzungsänderung auf Lebenszeit zum Oberbürgermeister ernannt. Am 6. März erhielt er auf Vorschlag von Hellmuth das Kriegsverdienstkreuz 1. Klasse ohne Schwerter verliehen.
Am frühen Morgen des 3. April 1945 (ein Tag nach Eintreffen des 222. US-Infanterieregiments am Mainufer unterhalb der Festung Marienberg) war die am 2. April durch Memmel handschriftlich verfügte Warnung „Die Stadtverwaltung Würzburg ist bis auf weiteres aufgelöst. [...] Wer mit dem Feind zusammenarbeitet, wird erschossen“ am „Schwarzen Brett“ der Mozartschule zu lesen. Im Gegensatz zu Gauleiter Otto Hellmuth, der sich bereits vor der Entscheidung zur Kapitulation in Richtung Nürnberg abgesetzt hatte, blieb Oberbürgermeister Memmel in Würzburg und kämpfte ab der Nacht zum 5. April mit einem von drei Volkssturmstoßtrupps in der Randersackerer Straße sowie am Friedhof bis zur Kapitulation gegen die US-Armee. Sein Sohn war in der Endphase der Verteidigung in einer Volkssturmabteilung gefallen.
Am 4. April 1945 marschierten die Amerikaner in Würzburg ein. Durch die amerikanische Militärregierung wurde Gustav Pinkenburg am 6. April kommissarisch als Oberbürgermeister eingesetzt.

## Nachkriegszeit
Im Januar 1948 wurde Theo Memmel im Rahmen der Entnazifizierung in einem Spruchkammerverfahren zunächst zu fünf Jahren Arbeitslager verurteilt und ihm der Rechtsanspruch auf eine Pension aus seiner Lehrertätigkeit verwehrt, doch im August 1949 wurde er als Minderbelasteter zurückgestuft und am 25. August 1950 vor der Berufungskammer nur als sogenannter Mitläufer bewertet, so dass die Strafe nur noch 500 Deutsche Mark bei einem Jahr Bewährung lautete.